# Diego Duarte
Diego Duarte (Antuérpia, Países Baixos Espanhóis, 1612 - Antuérpia, Países Baixos Espanhóis, 1691) foi um joalheiro, banqueiro, compositor, organista, mecenas e coleccionador de arte luso-flamengo judeu, conhecido por possuir uma das maiores colecções de arte da Antuérpia, durante o século XVII.

## Biografia

### Nascimento e Família

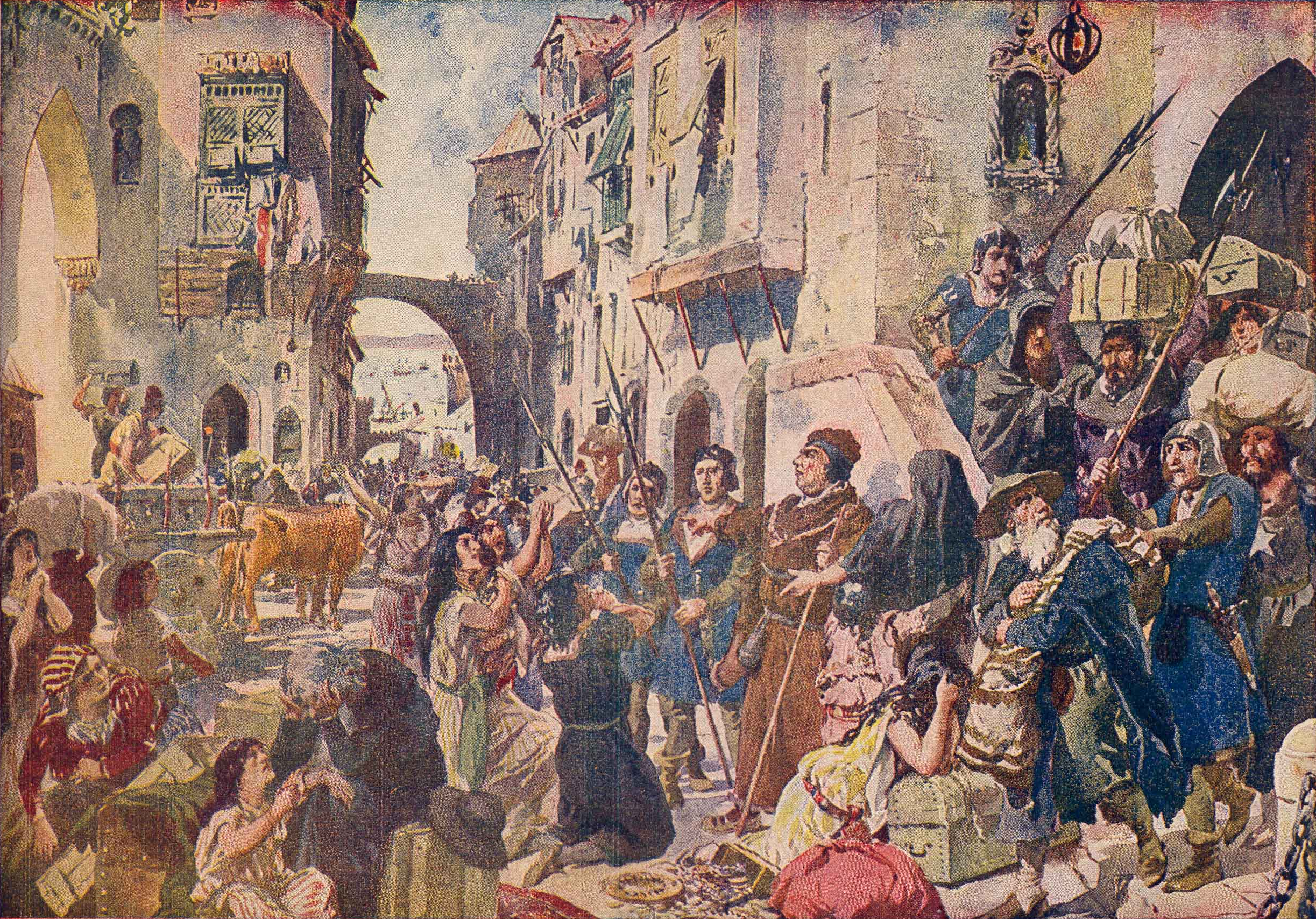
"A Expulsão dos Judeus", por Alfredo Roque Gameiro

Nascido em 1612, na Antuérpia, Diego Duarte era filho de Catharina Rodrigues (1584-1644) e Gaspar Duarte (1584-1653), famoso harpista, violinista, cravista, comerciante, joalheiro, mecenas e diplomata luso-flamengo, que exerceu como cônsul de Portugal em 1641. Pelo lado paterno era neto de Diego Duarte (1545-1628), natural de Lisboa, do qual recebeu o mesmo nome em sua homenagem, e sobrinho da cantora Francisca Duarte (1595-1640) e de Immanuel Abolais Duarte (1598-1632), que se tornou num dos mais conhecidos joalheiros e empresários judeus de Amesterdão. Era ainda o segundo filho dos seis filhos do casal e, conseguintemente, irmão de Leonora Duarte (1610-1678), compositora, Catharina Duarte (1614-1678), Gaspar Duarte II (1615-1685), joalheiro e mecenas, Francisca Duarte II (1619-1678), cantora, e Isabella Duarte (1620-1685). Por partilhar o mesmo nome com o seu avô paterno, em alguns registos e documentos é referido como Diego Duarte II ou ainda Jacob Duarte, sendo esse o seu nome hebraico.
Os seus pais eram filhos de judeus sefarditas portugueses que emigraram para os Países Baixos Espanhóis, actual Bélgica, em busca de exílio durante a Inquisição Portuguesa, contudo, devido à regência da coroa espanhola e ao fervor antissemítico que existia no país, as suas famílias foram forçadas a se converter ao catolicismo quando chegaram à Antuérpia, passando a exercer a sua fé em segredo como criptojudeus. No seu país de acolhimento, a família Duarte recuperou a sua fortuna através dos seus negócios na joelharia e nas importações e exportações de especiarias e pedras preciosas como diamantes, tornando-se no século XVII numa das famílias mais abastadas da Antuérpia.

### Educação

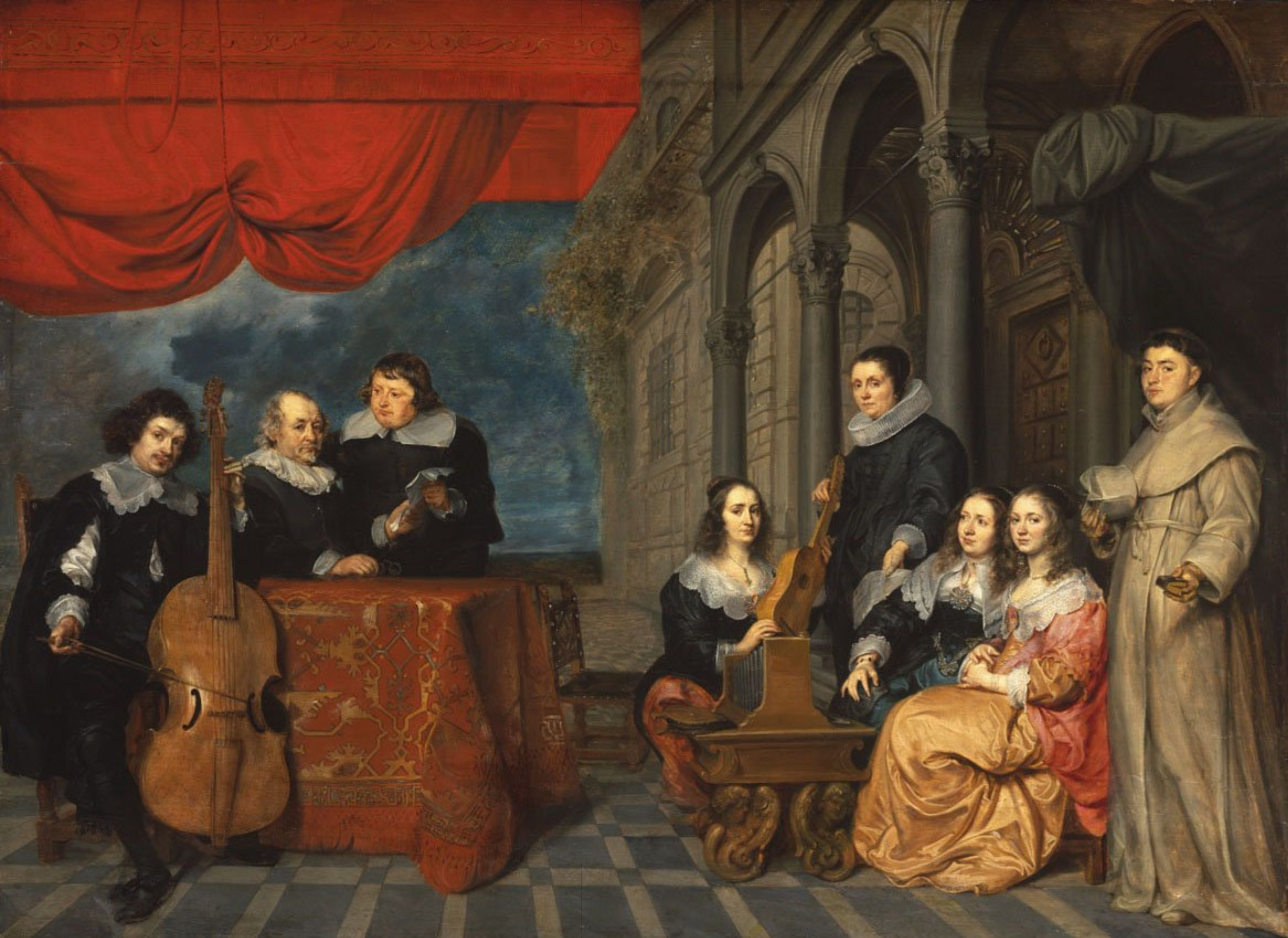
Retrato da família Duarte em Antuérpia, pintura a óleo de Gonzales Coques. Atribuído originalmente a Jacques van Eyck e à sua família, a pintura encontra-se exposta no Museu Snijders & Rockoxhuis.

Crescendo no seio de uma família amante das artes, Diego Duarte e os seus irmãos tiveram uma educação privilegiada, sendo ensinados pelos próprios pais em casa sobre a fé judaica, apesar de em segredo, tendo todos sido baptizados para iludir quem os vigiasse por serem cristãos novos ou "marranos", e por tutores privados que os versaram em literatura, geografia, história, matemática, filosofia e línguas, como português, holandês, inglês, latim, grego e francês. Dotados para a música, aprenderam a tocar harpa, violino, flauta, viola da gamba, órgão, cravo e virginal, tornando-se conhecidos pelos saraus e recitais que organizavam para entreter os ilustres convidados que visitavam a sua casa.

### Inglaterra
Acompanhando os negócios do seu pai no ramo da joalharia e na venda e compra de diamantes desde pequena idade, em 1632, Diego Duarte, com 20 anos, e o seu irmão Gaspar, com 16 anos, decidiram partir para Londres em busca de novos clientes e oportunidades para expandir o empreendimento da família. Sendo bem sucedidos, os irmãos permaneceram em Inglaterra, onde abriram uma filial e receberam um visto de cidadania que lhes permitia residir no país e usufruir de alguns direitos civis. Angariando como clientes vários membros da família real inglesa e estrangeira a viver no país, a fama de Diego Duarte tornou-se internacional, sendo nomeado joalheiro oficial de Carlos I da Inglaterra, em 1635.

### Regresso aos Países Baixos

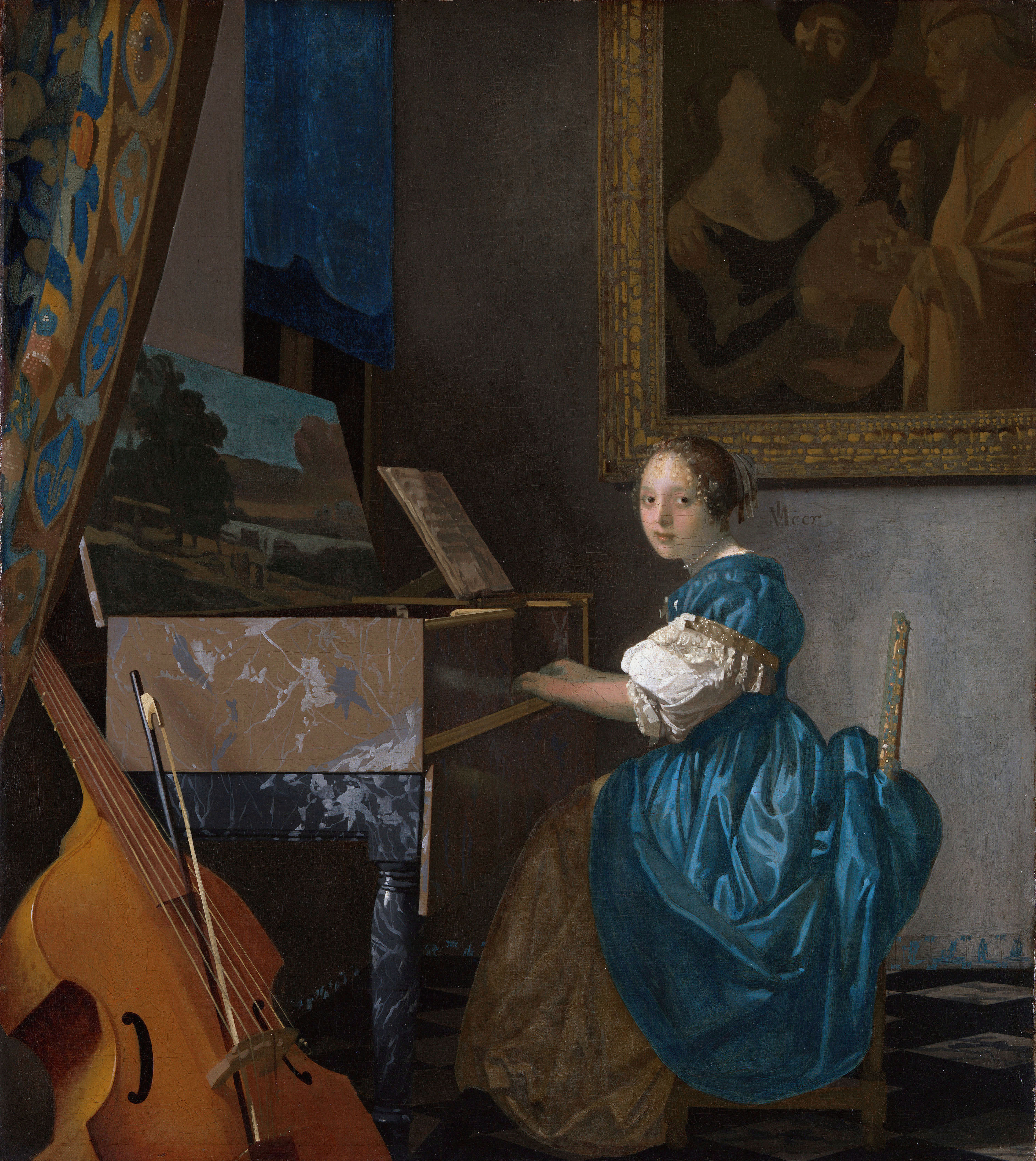
Lady Seated at a Virginal, pintura a óleo de Johannes Vermeer, originalmente pertencente à colecção da família Duarte

Regressando à sua cidade natal como um dos homens mais ricos da Antuérpia em 1642, Diego Duarte continuou a trabalhar ao lado do seu pai e irmão nos anos que se seguiram, aumentando a fortuna e reputação da família ao realizar inúmeros acordos comerciais com vários portugueses judeus ou criptojudeus que trabalhavam ou geriam os portos de Amesterdão, Londres, Hamburgo, Paris, Dublin, Lisboa, Colónia e Goa, tendo assim acesso imediato às principais matérias primas que necessitava para criar as jóias mais requisitadas pela aristocracia europeia. Durante esse período, a sua residência, que era chamada de Parnaso da Antuérpia, tornou-se num dos locais de referência para o encontro da elite intelectual e aristocrática da época. Guilherme III da Inglaterra, Dirk Sweelinck, Jan Pieterszoon Sweelinck, Constantijn Huygens, Anna Roemers Visscher, Nicholas Lanier, Anne de la Barre, Guilielmo Calandrini, John Evelyn, William Swann, William Cavendish, 1.º duque de Devonshire, ou a família de fabricantes de pianos Ruckers eram apenas alguns dos habituais visitantes.
Após a morte de Gaspar Duarte em 1653, como filho mais velho, Diego Duarte herdou não só os negócios do seu pai como uma vasta colecção de arte, composta por pinturas a óleo de ilustres artistas como Johannes Vermeer, Peter Paul Rubens e Antoon van Dyck. Seguindo os seus passos no mecenato, o homem de negócios e joalheiro luso-flamengo começou também a patrocinar e a comprar distintas obras de arte de vários artistas até ao fim da sua vida, obtendo uma das maiores colecções de arte do país.

### Morte
Após a morte das suas três irmãs Leonora, Catharina e Francisca, vítimas da peste que devastou a cidade em 1678, e dos seus irmãos Gaspar e Isabella em 1685, tendo se dedicado inteiramente aos negócios da família, Diego Duarte faleceu em 1691. Sem descendência directa ou de nenhum dos seus irmãos, Diego Duarte tornou-se no último elemento da família Duarte a viver na Antuérpia.

## Legado
Herdando os empreendimentos e a colecção de arte, que contava com mais de 200 obras, Manuel Levy Duarte, sócio da firma Athias & Levy, casado com Constância Duarte, filha de Immanuel Abolais Duarte e prima de Diego Duarte, continuou com os negócios da família em Amesterdão, onde a restante família vivia, sendo proeminente dentro da comunidade sefardita portuguesa emigrada na cidade portuária.
Actualmente, o Museu Snijders & Rockoxhuis, situado na antiga residência da família Rockox, vizinhos de Diego Duarte, em parceira com o Museu Vleeshuis, criou uma sala de exposição permanente, inteiramente dedicada à família Duarte e ao seu espólio artístico e musical, incluindo algumas pinturas de Johannes Vermeer.

## Colecção de Arte
Lista incompleta das obras adquiridas por Diego Duarte, tendo como base o inventário de 1682, quando várias obras foram leiloadas.

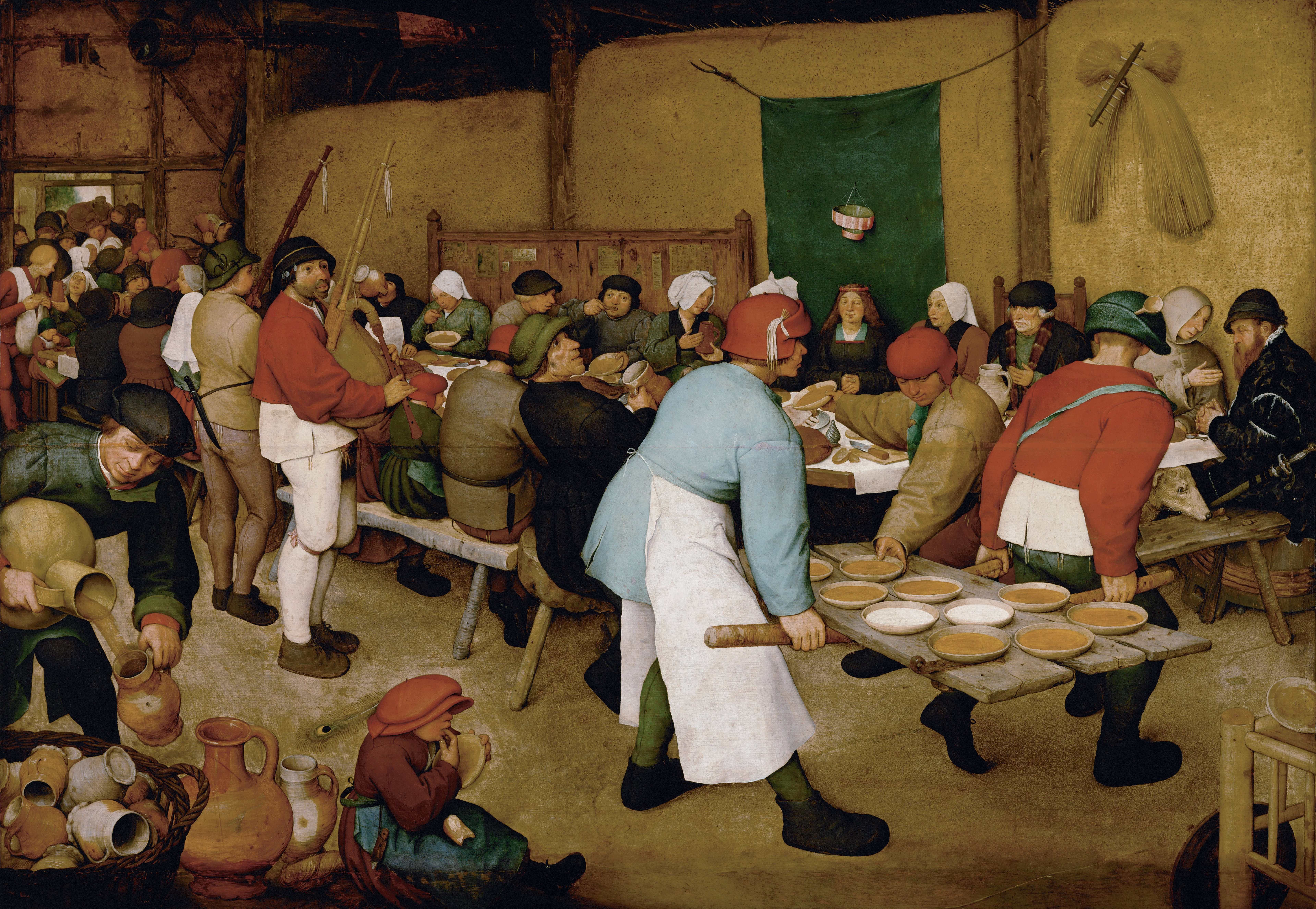
A Boda Camponesa, pintura de Pieter Bruegle, o Velho

- A Boda Camponesa, pintura de Pieter Bruegle, o VelhoJacob Adriaensz Backer, Último Julgamento
- Jacopo Bassano, 1 peça
- Theodoor Boeyermans, 7 peças
- Paris Bordone, 1 peça
- Paul Bril, Panela e 2 outras peças
- Adriaen Brouwer, 3 peças
- Jan Brueghel, o Velho, 14 peças

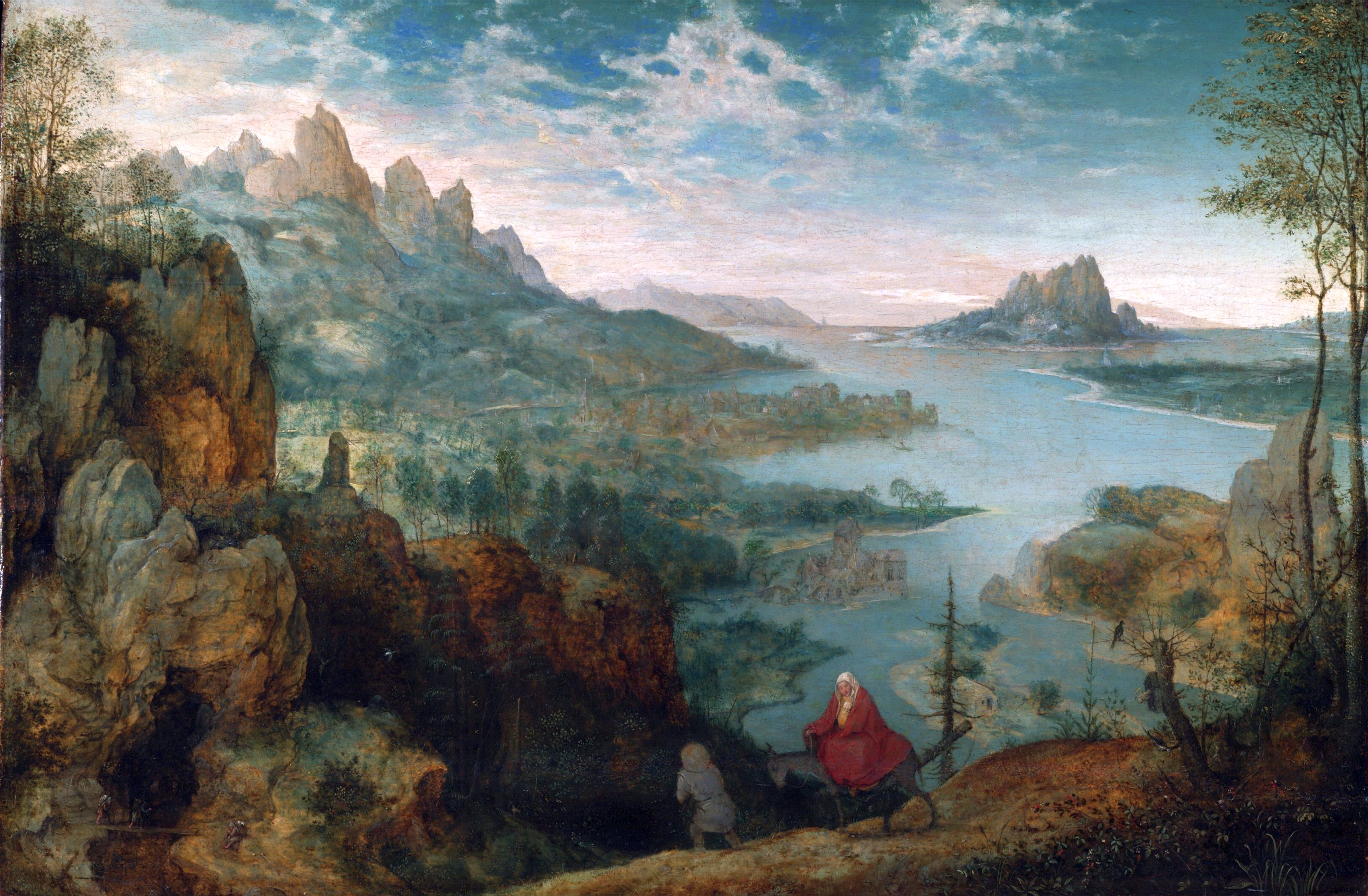
Paisagem com Fuga para o Egito, pintura de Pieter Bruegel, O Velho

- Paisagem com Fuga para o Egito, pintura de Pieter Bruegel, O VelhoPieter Bruegel, o Velho, 1 versão de A Boda Camponesa, 1 versão de A Dança dos Camponeses e 1 versão de Paisagem com Fuga para o Egito
- Caravaggio, 1 peça
- Michiel Coxie, Maria
- Jan Davidszoon de Heem, 3 peças
- Gerrit Dou, 2 peças
- Adam Elsheimer, 3 peças
- Jan Fyt, 3 peças
- Giorgione, 3 peças
- A Visão de Ezequiel, pintura de RafaelHans Holbein, o Jovem, 1 peça

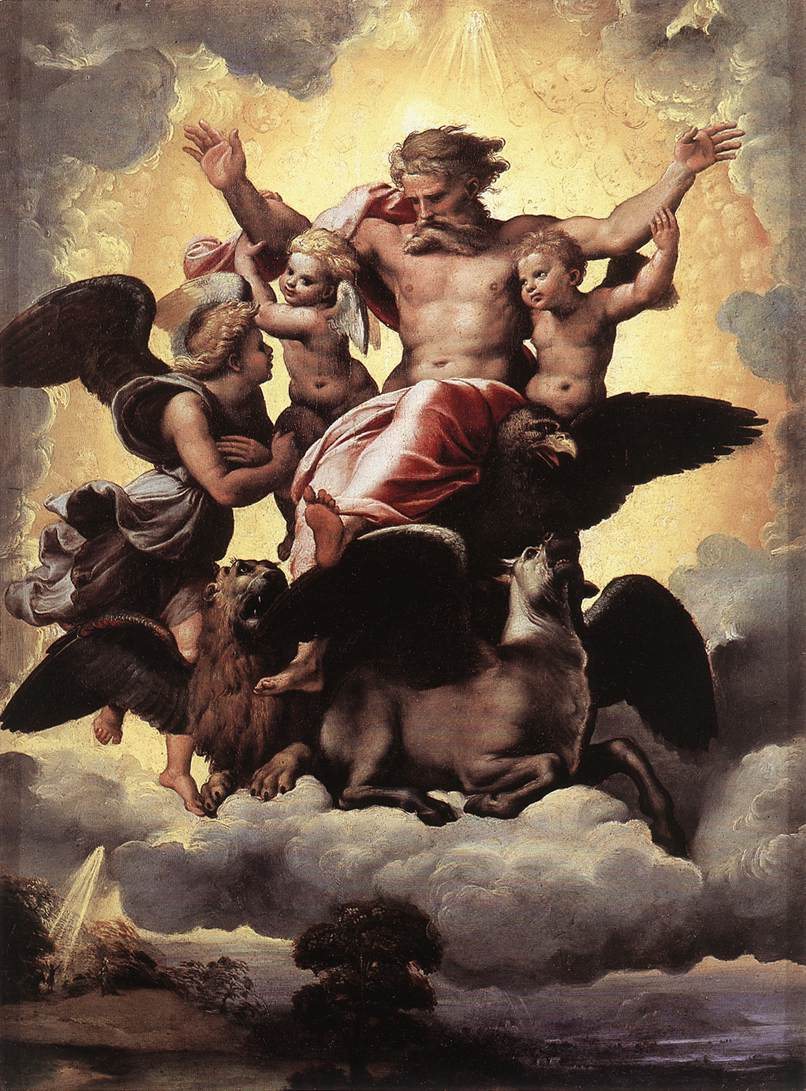
A Visão de Ezequiel, pintura de Rafael

- Jan Mabuse, Retrato de um Monge de 40 anos e 1 retrato de Henrique VIII da Inglaterra com as suas irmãs quando crianças
- Quentin Matsys, 4 peças
- Anthonis Mor, Autorretrato como Apóstolo Paulo e 5 outras peças
- Palma Vecchio, 2 peças
- Parmigianino, 4 peças
- Jan Porcellis, 3 peças
- Rafael, Sagrada Família com Santa Ana (considerada a pintura mais valiosa no inventário de 1682 da colecção de Duarte), O Sacrifício de Elias e A Visão de Ezequiel
- Guido Reni, 1 peça
- Jusepe de Ribera, 1 peça
- Hans Rottenhammer, 4 peças (uma criada em colaboração com Paul Brill e 2 com Jan Brueghel, o Velho)
- Peter Paul Rubens, Oportunidade (actualmente perdida, conhecida por algumas cópias), O Filho Pródigo (exposta no Museu Real de Belas Artes de Antuérpia), 4 outras peças e 2 esboços a óleo
- Peter Paul Rubens e Jan Brueghel, o Velho, Batalha das Amazonas (exposta no Sanssouci)
- Peter Paul Rubens e Frans Snyders, Silenus
- Peter Paul Rubens e Jan Boeckhorst, 2 peças
- Andrea del Sarto, Anna selbdritt, 2 outras pinturas e 2 esboços
- David Teniers, o Jovem, Camponês Kermis
- Tintoretto, 2 peças
- Ticiano, Maria Madalena e 4 outras peças
- Jan van Dalen, 2 peças
- Antoon van Dyck, 12 peças
- Jan van Eyck, Rei dos Mouros
- Lucas van Leyden, Maria
- Frans van Mieris, o Velho, A Serenata e 1 outra peça
- Cornelius van Poelenburgh, 4 peças
- Hendrik van Steenwijk II e outros membros da sua família, 3 peças
- Nicolaes van Verendael, 3 peças
- Johannes Vermeer, Dama em Pé com Virginal ou Dama Sentada com Virginal
- Wouwerman (sem referência a qual dos três irmãos), 8 peças